# Storytime
„Storytime“ je první singl ze sedmého studiového alba finské symphonic metalové skupiny Nightwish Imaginaerum. Singl vyšel 9. listopad 2011. Píseň byla poprvé zahrána ve finské rozhlasové stanici Radio Rock 7. listopadu 2011 v 9:00, tedy dva dny před komerčním vydáním.

## Seznam skladeb
Seznam byl uveřejněn na oficiálních fanouškovských stránkách Nightwish 2. září 2011.
| Storytime CDS (Digipak) | Storytime CDS (Digipak)          | Storytime CDS (Digipak) | Storytime CDS (Digipak) |
| Pořadí                  | Název                            | Hudba                   | Délka                   |
| ----------------------- | -------------------------------- | ----------------------- | ----------------------- |
| 1.                      | Storytime (Radio edit)           | Tuomas Holopainen       | 3:59                    |
| 2.                      | Storytime (Album version)        | Holopainen              | 5:28                    |
| 3.                      | Storytime (Instrumental version) | Holopainen              | 5:28                    |

| Storytime 10 MLP (Gatefold) | Storytime 10 MLP (Gatefold)      | Storytime 10 MLP (Gatefold) | Storytime 10 MLP (Gatefold) |
| Pořadí                      | Název                            | Hudba                       | Délka                       |
| --------------------------- | -------------------------------- | --------------------------- | --------------------------- |
| 1.                          | Storytime (Album version)        | Holopainen                  | 5:28                        |
| 2.                          | Storytime (Radio edit)           | Holopainen                  | 3:59                        |
| 3.                          | Storytime (Instrumental version) | Holopainen                  | 5:28                        |